# Mahlenzien

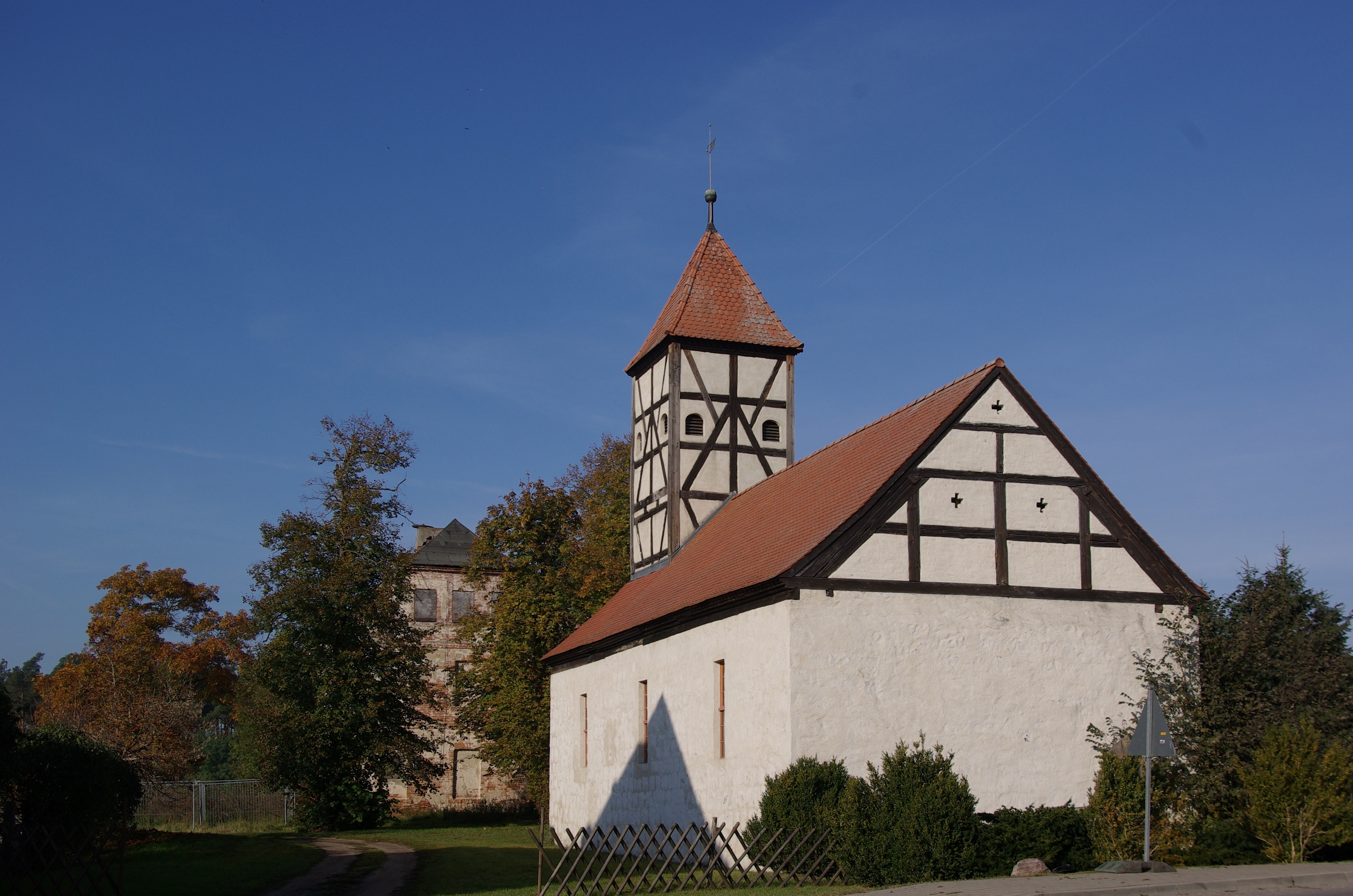
Die Dorfkirche

Mahlenzien ist ein Ortsteil der kreisfreien Stadt Brandenburg an der Havel in Brandenburg, (Deutschland).

## Daten und Geschichte
Der Ort liegt 15 Kilometer südwestlich der Stadtmitte am südlichen Rand der eiszeitlich gebildeten Karower Platte. Südlich Mahlenziens befindet sich das Buckau-Tal, welches ein Teil des Baruther-Urstromtales bildet. Die Autobahn A 2 befindet sich etwa vier Kilometer südlich des Ortes. Auf dem Gebiet von Mahlenzien haben bereits Slawen gesiedelt. Westlich des Ortes befindet sich der Überrest einer mittelalterlichen Holzburg. Im Lehnregister wurde Mahlenzien das erste Mal im Jahre 1370 erwähnt. Von 1376 bis 1470 gehörte das Dorf der Familie Sandau, von 1470 bis 1583 gehörte es der Familie Garbow. Ab 1583 gehörte das Dorf der Familie von Schierstedt. Am 30. September 1928 wurde der Gutsbezirk Mahlenzien mit der Landgemeinde Mahlenzien vereinigt. Vor dem Ende des Zweiten Weltkrieges gehörte Mahlenzien zur Provinz Sachsen, nach dem Zweiten Weltkrieg bis 1952 zum Land Sachsen-Anhalt. Von 1952 bis 1993 war der Ort Teil des Kreises Brandenburg-Land. 
Am 20. Juli 1950 wurde die bis dahin eigenständige Gemeinde Mahlenzien nach Viesen eingemeindet. Am 6. Dezember 1993 wurde Mahlenzien nach Brandenburg an der Havel umgegliedert.

## Bauwerke

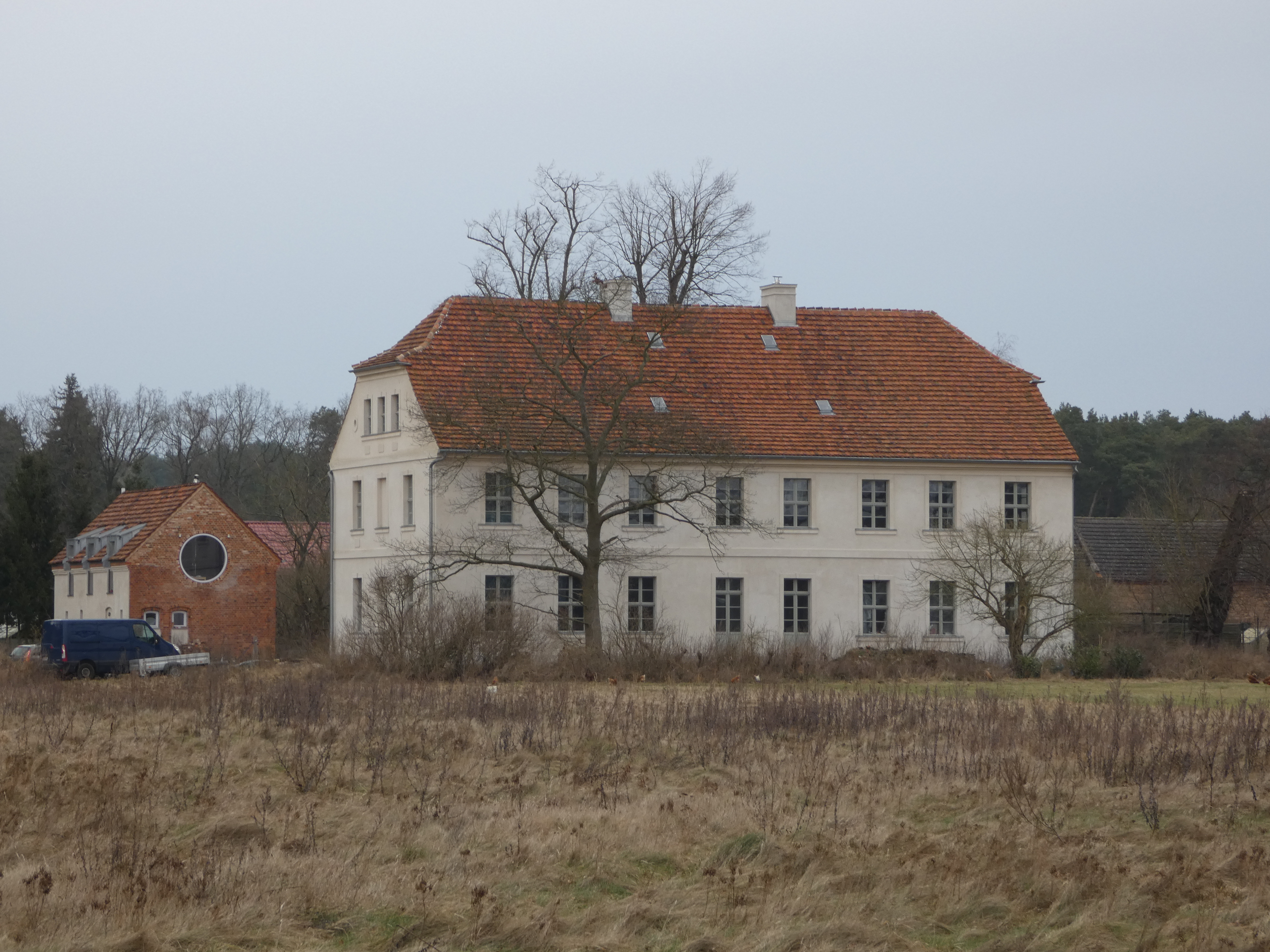
Gutshaus Mahlenzien

In Mahlenzien sind zwei Baudenkmale eingetragen (siehe auch Liste der Baudenkmale in Brandenburg an der Havel (Außenbereiche)).
Die Dorfkirche Mahlenzien wurde in der zweiten Hälfte des 13. Jahrhunderts erbaut. Es ist ein kleiner Feldsteinbau im Stil der Romanik. Die Kirche wurde 1729 umgebaut, in diesem Jahr wurde auch der Turm hinzugefügt. Es ist ein Fachwerkturm mit einem Pyramidendach. Über der Eingangstür befindet sich ein Wappen der Familie Schierstedt. Die Ausstattung im Inneren stammt aus der Zeit dem Umbaues. Der Friedhof war bis 1900 an der Kirche, danach wurde er an den nördlichen Dorfrand verlegt.
Das Gutshaus Mahlenzien befindet sich westlich der Kirche in der Mitte des Ortes. Es wurde gegen Ende des 18. oder Beginn des 19. Jahrhunderts erbaut. Die Bauherren war die Familie Schierstedt. Das Haus ist zweigeschossig, hat neun Achsen und trägt ein Krüppelwalmdach.
Als Bodendenkmal sind die Überreste der Motte von Mahlenzien, einer mittelalterlichen Holzburg, ausgewiesen. Der Burgstall befindet sich nur wenig außerhalb der geschlossenen Bebauung südwestlich des Dorfes.